# Canton de Pont-l'Abbé (Manche)
Pour l’article homonyme, voir Canton de Pont-l'Abbé.
Le canton de Pont-l'Abbé est une ancienne circonscription administrative française, située dans le département de la Manche en région Basse-Normandie.